# 萨曼莎·史密斯
萨曼莎·里德·史密斯（英語：Samantha Reed Smith，1972年6月29日—1985年8月25日）是一名美国学生和儿童演员，家住缅因州曼彻斯特镇，在冷战中的美国和苏联以和平活动者身份闻名。1982年，她写信给新上任的苏共中央总书记尤里·安德罗波夫，收到後者的親筆回信，并应邀访问苏联。
萨曼莎身为“亲善大使”，吸引了美苏两国媒体的大量关注，此后她又在日本参与和平活动，获得“美国最年轻大使”之誉。她还写了一本书，讲述她的苏联之旅，并在电视剧《莱姆街》中出演角色。1985年，萨曼莎·史密斯在巴港航空1808号班机空难中逝世，年仅13岁。

## 历史背景
1982年11月，尤里·安德罗波夫接替病逝的列昂尼德·勃列日涅夫就任苏联领导人。西方主流报刊杂志遂将关于他的照片和文章大量刊载于重要版面。多数报道是负面的，认定他对西方世界的安定造成了新的威胁。在1956年匈牙利十月事件期间，安德罗波夫任苏联驻匈牙利大使，并于1967至1982年担任克格勃主席。他在任期内以武力镇压布拉格之春和残酷打压包括安德烈·萨哈罗夫和亚历山大·索尔仁尼琴在内的政治异见人士而为西方所知，并被指通过利用和加强克格勃权力，压制异议而获苏联领导人职务。。克里斯托弗·安德鲁在他的书中说安德罗波夫说人权运动是帝国主义者旨在动摇苏维埃国家根基的一系列阴谋的一部分。
当时，美苏两国正致力于开发可从人造卫星轨道发射的武器（如反卫星武器、星球大战计划等），紧张的气氛笼罩全球。与此同时，国内高涨着的要求终止此类计划的呼声也让两国政府承受着巨大的压力。时任美国总统罗纳德·里根面对着来自美国科学家和武器专家的游说活动的压力，而苏联政府则发表声明称，“避免宇宙空间军事化是人类面临的紧要课题”。在这段时期，欧美出现了大规模的反核抗议。1983年上映的《浩劫后》模拟了核战争之后的世界，反映出忧虑的加剧。
两个超级大国的缓和政策已经形同虚设。为应对苏联部署的SS-20中距离弹道导弹，里根在西欧部署了巡航导弹和潘兴2弹道导弹。而苏联卷入阿富汗战争已逾三年，其好战形象被广为宣传。在如此紧张气氛中，安德罗波夫的形象登上了1982年11月22日的《时代》 杂志。萨曼莎看到了这一封面人物，便问母亲：“既然大家这么怕他，怎么不写封信问问他到底想不想打仗？”她母亲回答道：“你为何不试试呢？”

## 生平
萨曼莎·史密斯于1972年6月29日出生在缅因州与加拿大相邻的霍尔顿镇。五岁时，萨曼莎给伊莉莎白二世写了封信，以表达自己对英国王室的敬意。1980年春读完二年级后，她随家庭迁居到了同州的曼彻斯特镇，转学到曼彻斯特小学，她的父亲阿瑟·史密斯在缅因大学奥古斯塔分校教授文学，母亲在缅因州公众服务部担任社会工作者。
1982年11月，萨曼莎十岁时，为了弄清苏联和美国的关系为何如此紧张，她给苏联领导人尤里·安德罗波夫写了信，内容如下：

亲爱的安德罗波夫先生：
我叫萨曼莎·史密斯，今年十岁。祝贺你荣升新职。我一直担心俄国和美国会卷入一场核战争。你会选择战争，还是反对？如果你反对，请告诉我你打算怎样阻止一场战争。这个问题你不回答也行，不过我还是想知道你为什么想要征服世界，或是征服我们国家。上帝创造世界是让我们和平相处，不是为了争斗。
诚挚的
萨曼莎·史密斯

她的信登上了苏共中央机关报《真理报》。对于这封信的发表，萨曼莎感到很开心，可是她尚未收到回信。于是她去信给苏联驻美国大使询问安德罗波夫总书记是否打算回复。1983年4月26日，她收到了安德罗波夫的回信：

亲爱的萨曼莎：
我收到了你的来信，它读起来就像最近从你们国家乃至全世界其它国家寄给我的许多封信那样。
从信中看得出来，你是一个勇敢、正直的姑娘，就像汤姆·索亚的朋友贝琪，她出自你同胞马克·吐温的名著。我国的男孩女孩都熟知并喜爱着这本书。
你写道，你担心我们两国会打一场核战争，还问我们有没有尽力阻止战争爆发。在有思想的人提出的问题中，你的问题是至关重要的。我会认真并诚实地回答你。
是的，萨曼莎，我们苏联人民正尽一切努力确保地球上不会有战争，每个苏联人都希望如此。这是我们国家伟大的缔造者弗拉基米尔·列宁教导我们的。
苏联人民深知战争有多么可怕。四十二年前，企图霸占整个世界的纳粹德国攻打我们国家，烧毁了我们成千上万的城镇和村庄，杀害了千百万苏联的男女老少。
在那场以我们的胜利告终的战争中，我们与美国结成同盟，共同作战，从纳粹侵略者手中解放了许许多多的人。我希望你从学校的历史课中了解到这一切。如今我们真心想要生活在和平中，同我们的远亲近邻，当然也同美国这样的伟大国家，开展贸易与合作。
美国与我国都拥有核武器，那种恐怖的武器能在一瞬间杀死无数人。但我们不希望有人动用它。这就是为什么苏联向全世界庄严宣告，永远，永远不对任何国家首先使用核武器。总之，我们提议不再继续生产，并着手销毁地球上所有库存的核武器。
我认为这足以回答你的第二个问题：“你为什么想要征服世界，或是征服我们国家？”我们从没这么想过。在我们国家，无论工人还是农民，作家还是医生，大人还是孩子，无论是不是政府成员，谁都不要战争，即便是小小的战争也不要。
我们要和平，还要忙着种小麦、建房子、搞发明、写书、飞上太空。我们为自己，也为这个星球上的所有人寻求和平。为了我们的孩子，也为了你，萨曼莎。
我邀请你来我们这里，如果父母同意你来，夏天来最好。这样你就能直观地了解我们国家，认识你的同龄人，并加入海边的阿尔捷克国际儿童营。你会亲眼见到，在苏联，人人守护和平与友谊。
感谢你的来信，愿你年轻的生命一切都好。
尤里·安德罗波夫

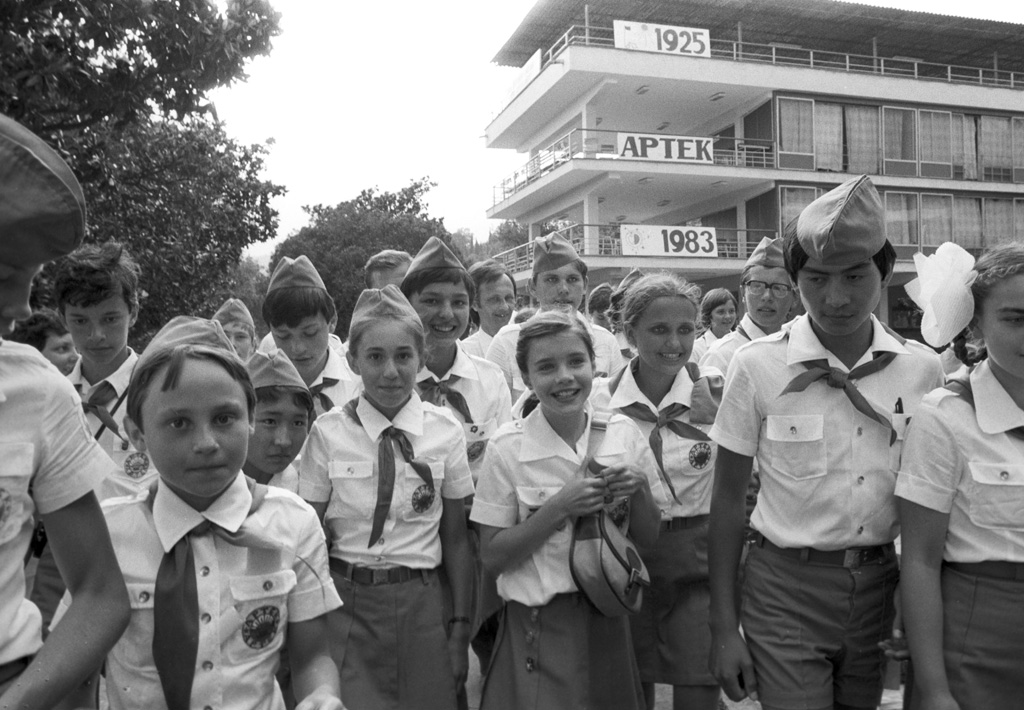
1983年7月1日，萨曼莎·史密斯（居中）在全联盟阿尔捷克少先队夏令营

媒体接踵而至，萨曼莎接受了诸如特德·科佩尔和约翰尼·卡森这样的美国大牌主持人的采访，在美国的招牌新闻节目中连日登场。1983年7月7日，她与她的父母飞往莫斯科，作为安德罗波夫的客人在该国度过了两个星期。在这次旅程中，她访问了莫斯科和列宁格勒，并在克里米亚古尔祖夫镇的苏联少年先锋队阿尔捷克营地度过了一段时间。她在后来出的书中写道，在列宁格勒，她和父母对人们的友好感到惊奇，许多人将自制的礼物送给他们。在莫斯科的记者招待会上，她表示俄国人“就像我们一样”。在阿尔捷克，她选择和苏联孩子在一起，而不是待在为她特别安排的地方。为了方便交流，能说流利英语的老师和孩子被安排到她所住的宿舍楼，她与九个苏联女孩住在一起，在这段时间里，她游泳、学俄语，还学俄罗斯歌曲与舞蹈。她交了许多朋友，包括英语很好的列宁格勒人娜塔莎·卡什丽娜。

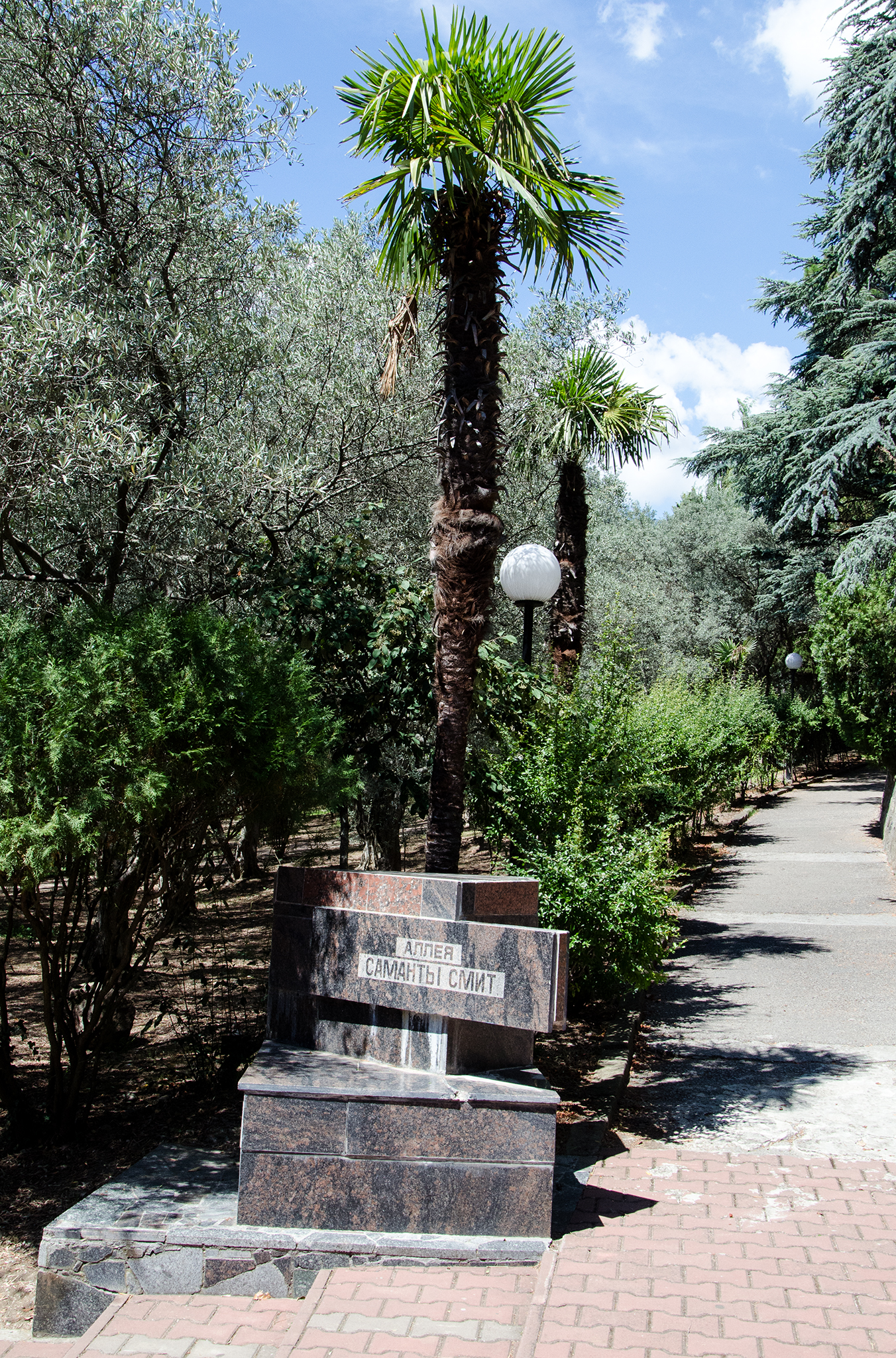
阿尔捷克营中的萨曼莎·史密斯巷

然而，她访问期间安德罗波夫无法与她见面，他们只在电话中交谈过。后来才得知，安德罗波夫在这段时间得了重病，因而离开了公众视野。萨曼莎也接到苏联航天员瓦伦蒂娜·捷列什科娃的电话，瓦伦蒂娜是第一个进入地球轨道的女性。可是萨曼莎没有意识到给她打电话的人是谁，在短暂对话后，萨曼莎就误挂了电话。媒体步步追踪报道她的行程，她的照片和相关文章被刊登在苏联主要报纸上，她在苏联变得家喻户晓，许多人开始密切关注她。在美国有些人开始怀疑她的事迹，把这当作“美国式的公关特技”。
1983年7月22日她回到美国时，缅因州居民用玫瑰花、红地毯和豪华轿车欢迎她回来。她在美国的名声持续增长。一些批评者却认为她不自觉地充当了苏维埃的宣传者。1983年12月她作为“美国最年轻大使”获邀前往日本，在那里她见到了中曾根康弘首相，她还参加了神户市国际少年儿童专题讨论会。在讨论会上，她建议苏联和美国的领导人每年将孙女互换两周，理由是领导人“不会愿意向他们孙女到访的国家投弹”。她的行为鼓舞了儿童亲善大使交流活动，一个名叫卡佳·雷切娃的11岁俄国女孩访问了美国。后来，史密斯写了一本书，叫《苏联之旅》。封面是她在阿尔捷克的照片，那是她在苏联最喜欢的地方。
萨曼莎继续扮演媒体名人角色，1984年，她在迪士尼频道主持了一个面向儿童的特别节目，名为《萨曼莎·史密斯去华盛顿......84年总统选举》，她还在节目中采访了1984年美国总统选举中的几个总统候选人，包括乔治·麦戈文，杰西·杰克逊。同年她还与美国竞技体操运动员，美国首位女性奥林匹克运动会金牌得主朱丽安·麦克纳马拉（Julianne McNamara）一起客串出演了电影《主管查尔斯》。1985年，她和罗伯特·瓦格纳一起出演了《莱姆街》。但是，史密斯的名声也令她成为跟踪者罗伯特·约翰·巴尔多的目标，后者之后跟踪并最终谋杀了主演情景喜剧《我的姐姐山姆》的女演员丽贝卡·希弗。巴尔多一度到达缅因州试图结识史密斯，但受到警察阻止后返回。

## 去世

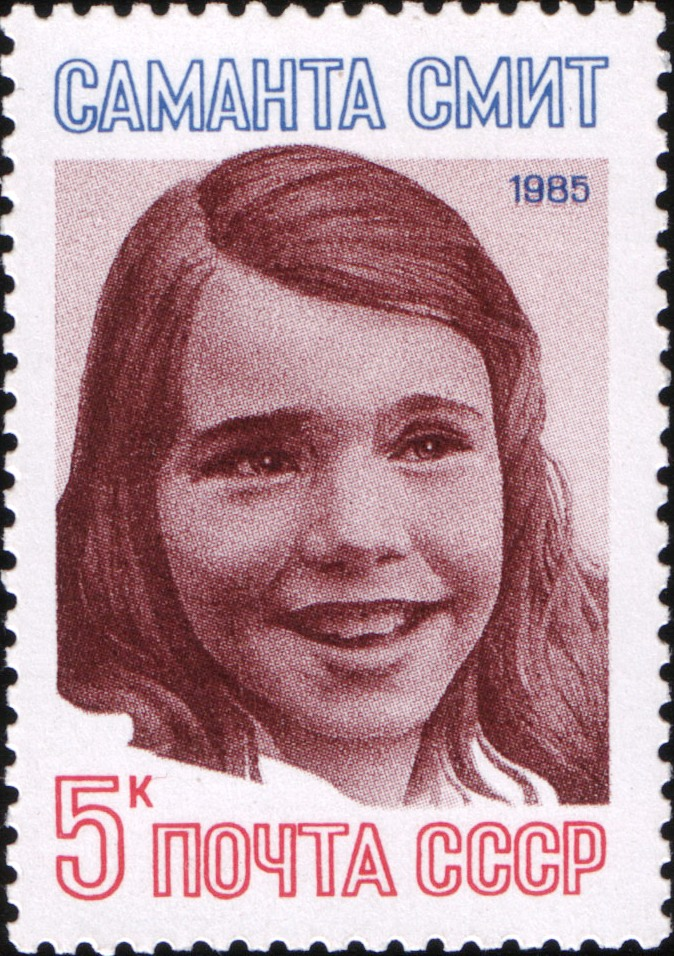
1985年苏联发行的纪念邮票，以西里尔字母表记萨曼莎·史密斯之名

1985年8月25日，史密斯和她的父亲拍完戏回家时登上了巴尔港航空公司1808号航班。当飞机试图降落在缅因州奧本的路易斯顿-奥本地区机场时在跑道上坠毁，6名乘客和2名机组人员全部遇难，其中包括萨曼莎·史密斯。在这之后许多关于事故原因的猜测开始流传。在苏联，关于违规操作的指责广泛流传，美国发起了关于事故的正式调查，之后，发表的官方报告中否认了关于违规操作的指责。报告中表明这起事故发生在北美东部时区晚上22点05分左右，地面撞击点位于机场西南方向1600米的44°02′22″N 70°17′30″W / 44.03944°N 70.29167°W。因为着陆倾角过陡，飞行的速度与着陆冲击力使得人员无法在事故中幸存。这份报告提出的主要原因是，在雨夜中，飞行员操作不熟练，而地面雷达发生了故障——這个導致空難的不幸原因并不罕见，但通常并不危险。
萨曼莎·史密斯的葬礼在缅因州的奥古斯塔举行，莫斯科方面称赞她为和平捍卫者，大约有1000人前来哀悼，其中包括罗伯特·瓦格纳和华盛顿苏联大使馆的弗拉基米尔·库拉金（Vladimir Kulagin）出席了葬礼，后者念了戈尔巴乔夫发来的个人唁电：
“在苏联，每个知道萨曼莎·史密斯的人都会永远铭记这个美国女孩，她就像千百万苏联男女一样，梦想着和平，梦想着美苏两国人民的友好。”
罗纳德·里根总统向萨曼莎的母亲发送了吊唁信，信中有这样一段话：
“无数美国人，的确有无数人，分担着你的悲痛，也许你能从中得到些许安慰。他们也会珍惜并记住萨曼莎，记住她的微笑、她的理想和她纯真甜美的灵魂。”
萨曼莎和她父亲的遗体火化後，一同安葬在阿鲁斯图克县的埃斯塔布鲁克公墓，靠近她的出生地。

## 影响

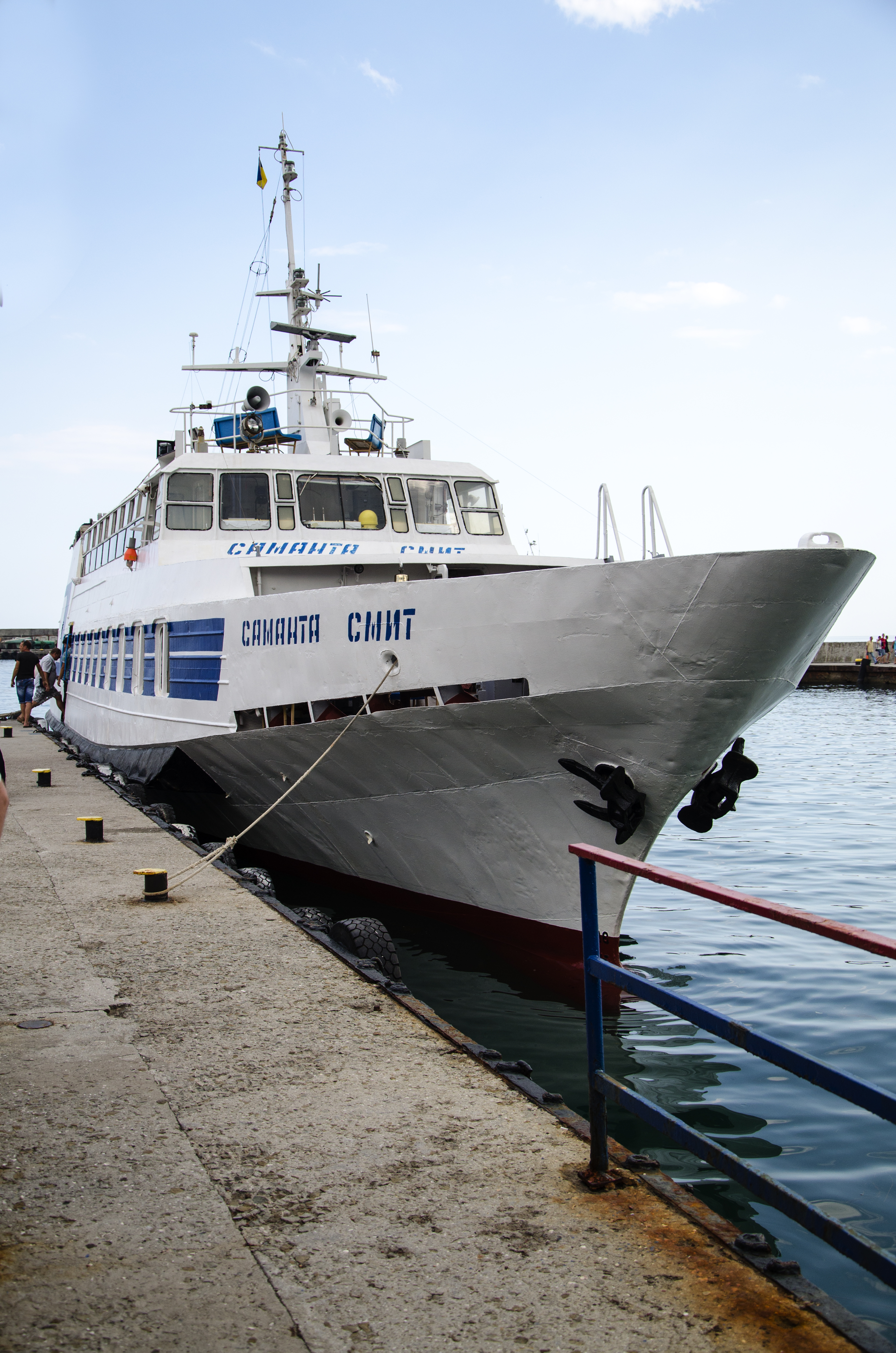
“Саманта Смит”号（“萨曼莎·史密斯”的西里尔字母拼写），建于1986年，停放在雅尔塔港口

她的贡献受到了苏联和她家乡缅因州人民的赞扬。1986年，阿尔捷克少先队夏令营的一条小巷以她的名字被命名为“萨曼莎·史密斯巷”。在莫斯科建有一座她的纪念碑。苏联解体后的12年，它被金属盗贼盗走了，同年沃罗涅日的退休人员瓦连京·瓦乌林（Valentin Vaulin）在没有得到政府帮助的情况下，重建了一个纪念碑。苏联发行了印有她头像的纪念邮票。苏联天文学家柳德米拉·切爾尼赫将她发现3147号小行星命名为萨曼莎星。为纪念萨曼莎，丹麦作曲家珀尔·纳尔戈尔将他1985的中提琴协奏曲命名为《记住孩子》。西伯利亚发现的一块钻石、前苏联的一座山、一个郁金香与大丽花的杂交种，还有一艘远洋船舶，都以她的名字命名。缅因州政府将每年六月的第一个星期一正式定为萨曼莎·史密斯日。缅因州州立博物馆附近有一尊她的铜像，雕塑了有小熊在她膝下休息的她放飞和平鸽的形象，熊是缅因州和俄国共同的象征。在华盛顿州的瑟马米什和纽约皇后区牙买加地区都有了以萨曼莎名字命名的小学，1985年10月，她的母亲创办了萨曼莎·史密斯基金会，来促进美国与苏联和后来的独联体国家间的学生交流，直到九十年代中期休止。
萨曼莎去世后，有剧作家创作了一部名为《萨曼莎的故事》（The Samantha Smith Story）的电视电影剧本，计划由罗伯特·瓦格纳担任制片人，但因为没有电视网对其表示感兴趣，哥伦比亚影视公司最终并未拍摄该剧。
埃利奥特·霍尔特（Elliott Holt）2013年的小说《你是其中之一》（You Are One of Them）利用萨曼莎·史密斯的故事为启发，创作了一个名叫珍妮弗·琼斯（Jennifer Jones）的虚构角色。这本文学小说无论是在文学风格还是可读性上都获得了评论家的好评。

## 延伸阅读
- Smith, Samantha; Smith, Arthur. . Boston and Toronto: Little Brown and Co. 1985. ISBN 0-316-80176-3.
- Galicich, Anne. . Minneapolis: Dillon Press. 1987. ISBN 0-87518-367-0.